# Varga (Ungheria)
Varga è un comune dell'Ungheria di 118 abitanti (dati 2008) situato nella contea di Baranya, regione Transdanubio Meridionale